# Ophion atlanticus
Ophion atlanticus là một loài tò vò trong họ Ichneumonidae.